# Simon J. Smith
Pour les articles homonymes, voir Smith.
Simon J. Smith est un acteur, animateur et réalisateur britannique né à Londres.

## Filmographie

### Réalisateur
- 2003 : Shrek 4-D
- 2004 : Far Far Away Idol
- 2007 : Bee Movie : Drôle d'abeille
- 2011 : Megamind : Le Bouton du Chaos
- 2014 : Les Pingouins de Madagascar

### Acteur
- 2001 : Shrek : une souris aveugle
- 2003 : Shrek 4-D : une souris aveugle
- 2007 : Bee Movie : Drôle d'abeille : le conducteur du camion et Chet

### Animateur
- 1998 : Fourmiz
- 2001 : Shrek
- 2004 : Shrek 2